# Himno a La Guajira
El Himno a La Guajira es una composición musical de Carlos Espeleta Fince con la letra de Luis Alejandro López. Es el himno oficial del Departamento de La Guajira, en Colombia.

## Letra
Estribillo
Con orgullo levanta la frente,

a la suave caricia del mar;

que con plácidos embelesos,

te da un beso singular.

Y al recio impulso del vital progreso,

que en sus brazos quiere alzarte,;

ya te dispones con viril aliento,

un letargo de siglos dejar.

1° estrofa
Ascendiste a la vida civil,

cual fulgor de raza,

en valor sin par;

que a la vez que sabe padecer,

también lucha por su bienestar.

Así están: Fonseca y Villanueva,

con Maicao, Barrancas y San Juan;

con Uribia y la gentil Riohacha,

del progreso en anhelos y afán.

Estribillo

2° estrofa
El café, el algodón y la sal,

son renglones vivos de gran valor;

y a tu regio y bello pabellón,

dan pureza y luciente esplendor.

Adelante limite Guajira,

frente franca de inmortal país;

que el turismo porvenir cercano,

te abrirá un horizonte feliz.

Estribillo

3° estrofa
Urumita y Manaure en acción,

al Molino empujan en su gestión;

del mundo enérgico del gas,

y el carbón del vital Cerrejón.

Pero se destaca la riqueza,

del nativo en su hospitalidad;

cuando atiende al manso forastero.

## Fuente
- Gobernación de La Guajira. «Departamento de La Guajira: Símbolos - Himno». Archivado desde el original el 15 de marzo de 2012. Consultado el 28 de agosto de 2010.